# Нисиайдзу
Нисиайдзу (яп. 西会津町 Нисиайдзу-мати) — посёлок в Японии, находящийся в уезде Яма префектуры Фукусима. Площадь посёлка составляет 298,13 км², население — 6708 человек (1 августа 2014), плотность населения — 22,50 чел./км².

## Географическое положение
Посёлок расположен на острове Хонсю в префектуре Фукусима региона Тохоку. С ним граничат город Китаката и посёлки Янайдзу, Айдзубанге, Канеяма, Ага.

## Население
Население посёлка составляет 6708 человек (1 августа 2014), а плотность — 22,50 чел./км². Изменение численности населения с 1980 по 2005 годы:
| 1980 | 11 490 чел. |  |
| 1985 | 10 701 чел. |  |
| 1990 | 10 122 чел. |  |
| 1995 | 9845 чел.   |  |
| 2000 | 9075 чел.   |  |
| 2005 | 8237 чел.   |  |

## Символика
Деревом посёлка считается Paulownia tomentosa, цветком — лилия.